# Flair Airlines
Flair Airlines Ltd. ist eine kanadische Billigfluggesellschaft mit Sitz in Edmonton.

## Geschichte
Flair Airlines wurde 2003 von Jim Rogers gegründet. Zwischenzeitlich war die Gesellschaft vor allem mit Flugzeugen des Typs Boeing 737-400 als Charterfluggesellschaft tätig. Von 2014 bis 2016 wurden zusätzlich eine Dornier 328-100 und eine Embraer 175 für Shell Canada betrieben.
Flair Airlines betätigt sich seit Juli 2017 – nach Übernahme der bis dahin virtuellen Fluggesellschaft NewLeaf – als Billigfluggesellschaft im Linienverkehr. Am 19. Juni 2018 kündigte die Fluggesellschaft an, ihren Sitz von Kelowna nach Edmonton verlegen zu wollen. Im September 2019 gab Flair Airlines bekannt, die zu diesem Zeitpunkt betriebenen Boeing 737-400, insgesamt sieben an der Zahl, bis Sommer 2020 ausmustern zu wollen. Zuvor waren drei Boeing 737-800 eingeflottet worden. Am 10. Juni 2021 wurde der erste Flug mit einer Boeing 737 MAX 8 durchgeführt.
Am 11. März 2023 wurden an den Flughafen in Toronto, Edmonton und Waterloo insgesamt vier Boeing 737 MAX 8 wegen Verzug der Zahlung von Leasingraten vom Leasinggeber Airborne Capital beschlagnahmt.

## Flotte

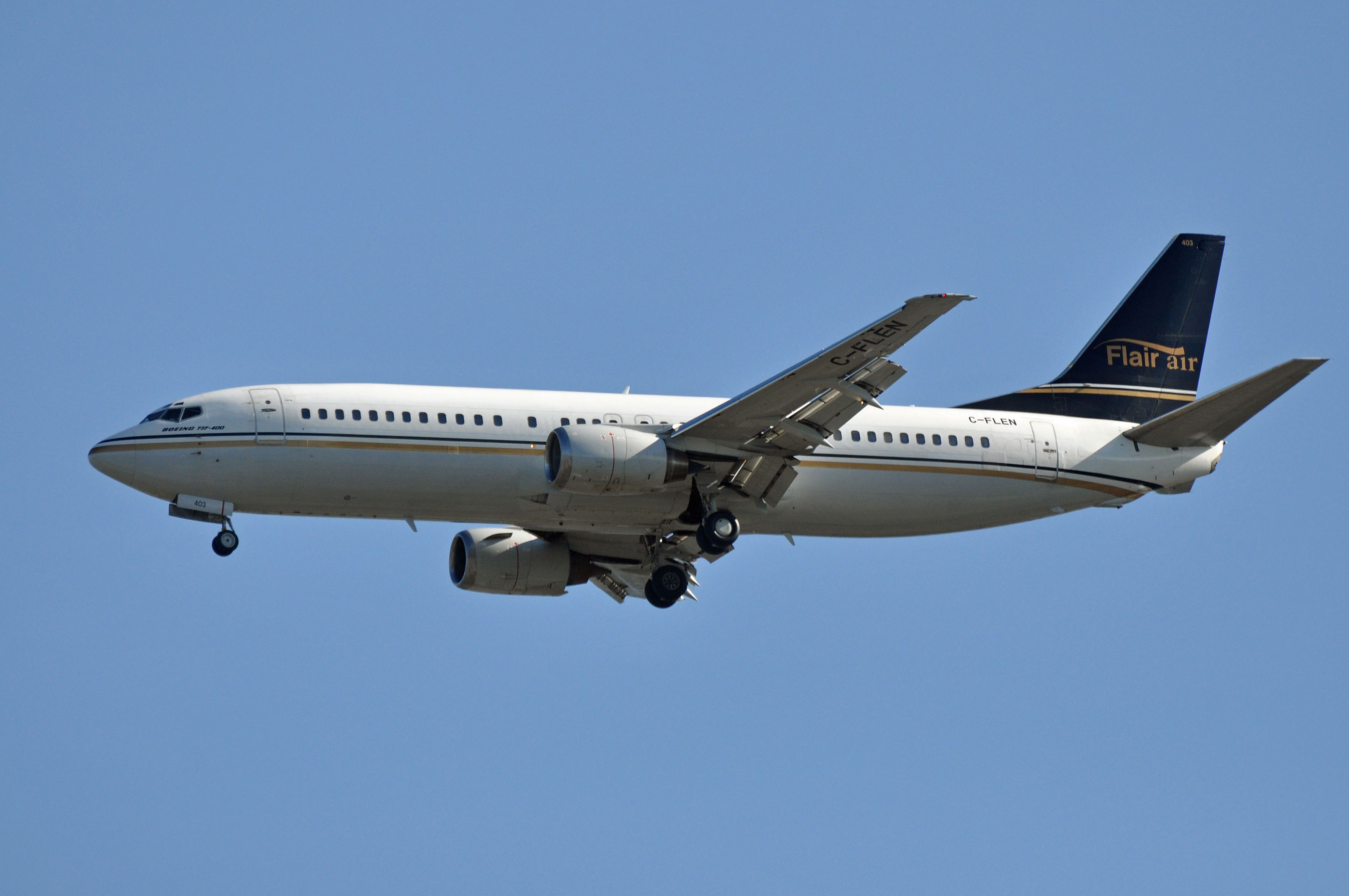
Boeing 737-400 (C-FLEN) der Flair Airlines in der bis 2017 verwendeten Bemalung

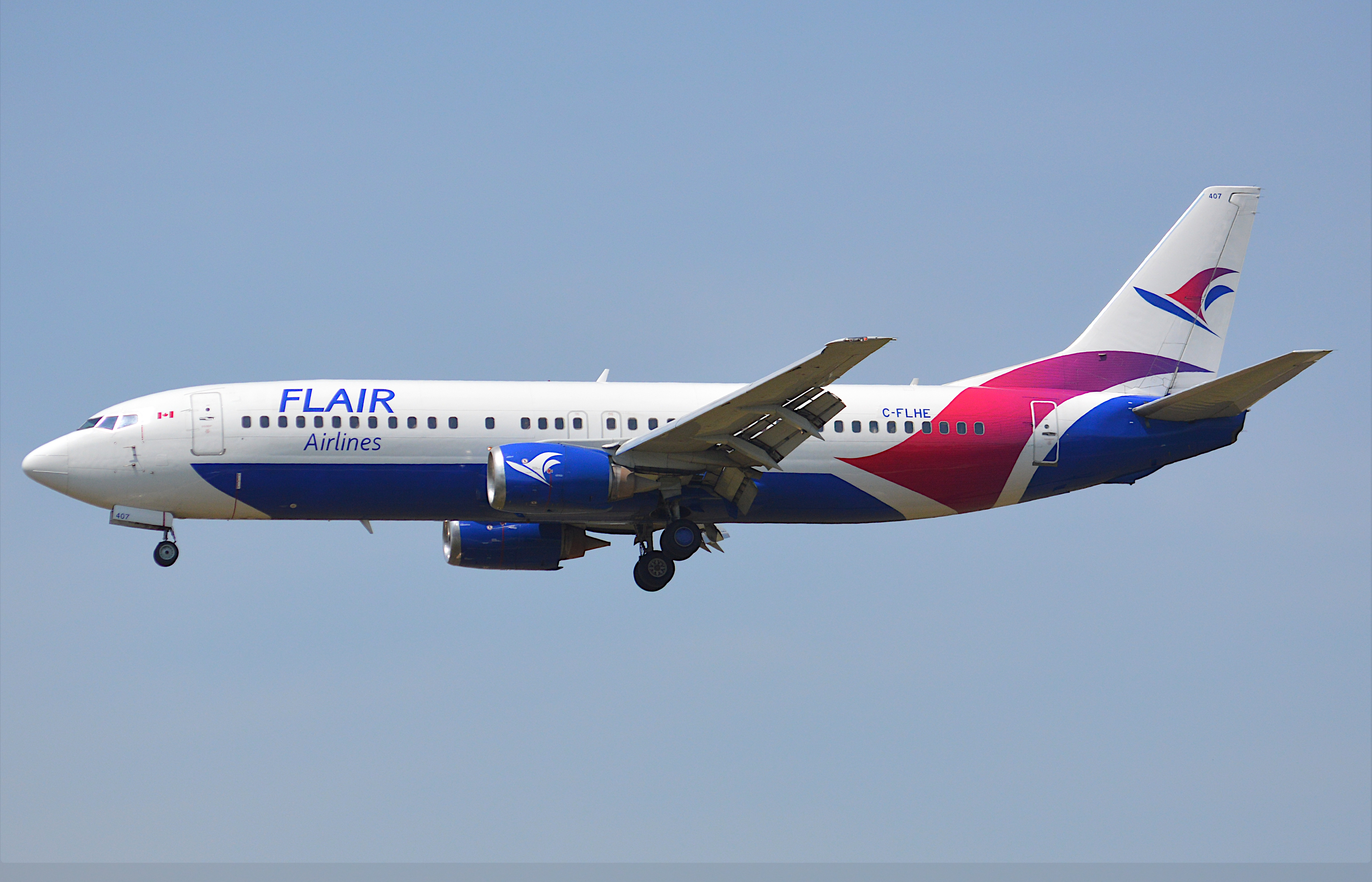
Boeing 737-400 (C-FLHE) der Flair Airlines in der zwischen 2017 und 2019 verwendeten Bemalung

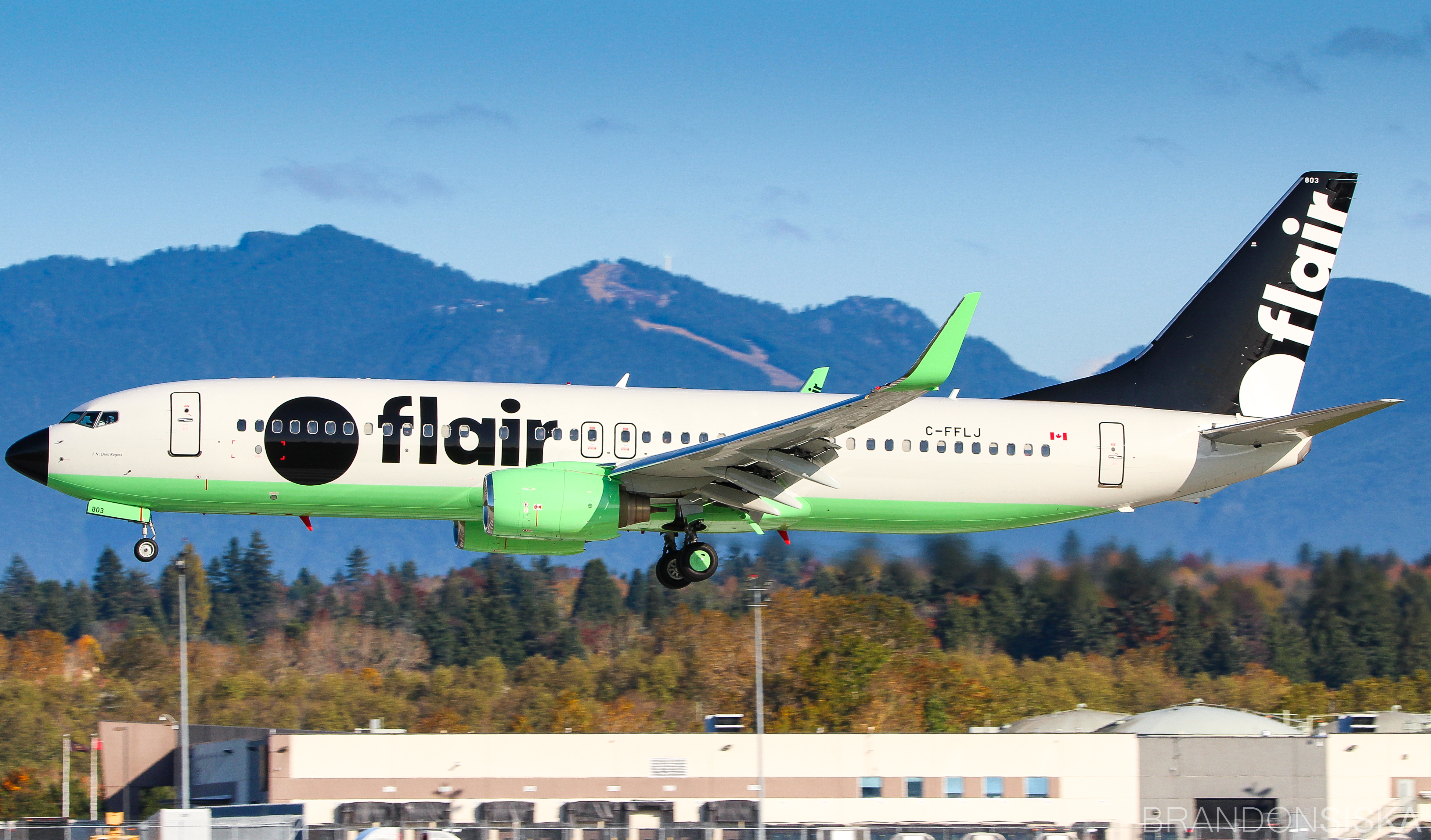
Boeing 737-800 (C-FFLJ) der Flair Airlines in der 2019 eingeführten Bemalung

### Aktuelle Flotte
Mit Stand Januar 2024 besteht die Flotte der Flair Airlines aus 20 Flugzeugen mit einem Durchschnittsalter von 5,2 Jahren:
| Flugzeugtyp      | Anzahl | bestellt | Anmerkungen  | Sitzplätze | Durchschnittsalter |
| ---------------- | ------ | -------- | ------------ | ---------- | ------------------ |
| Boeing 737-800   | 02     |          | eine inaktiv | 189        | 13,2 Jahre         |
| Boeing 737 MAX 8 | 18     |          | drei inaktiv | 189        | 4,3 Jahre          |
| Gesamt           | 20     | –        |              |            | 5,2 Jahre          |

### Ehemalige Flugzeugtypen
In der Vergangenheit setzte Flair Airlines bereits folgende Flugzeugtypen ein:
- Boeing 737-400
- Dornier 328-100
- Embraer 175[11]